# Loxaulus quercusmammula
Loxaulus quercusmammula är en stekelart som först beskrevs av Bassett 1881.  Loxaulus quercusmammula ingår i släktet Loxaulus och familjen gallsteklar. Inga underarter finns listade i Catalogue of Life.